# 비빔국수
비빔국수 또는 비빔면(--麵)은 국수와 다른 재료를 넣고 비빈 음식이다.

## 나라별 비빔국수

### 미얀마

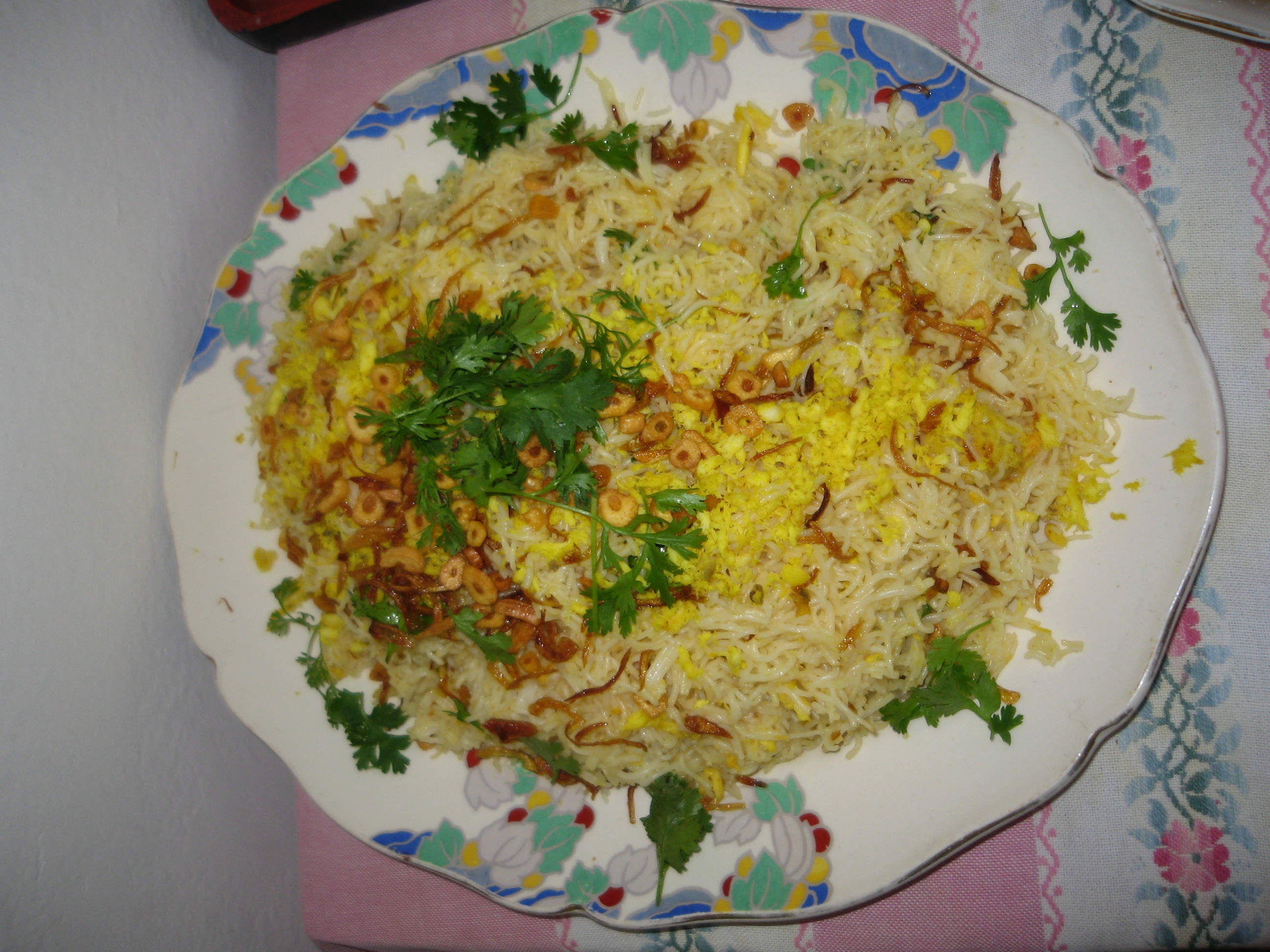
몬 디

### 서양

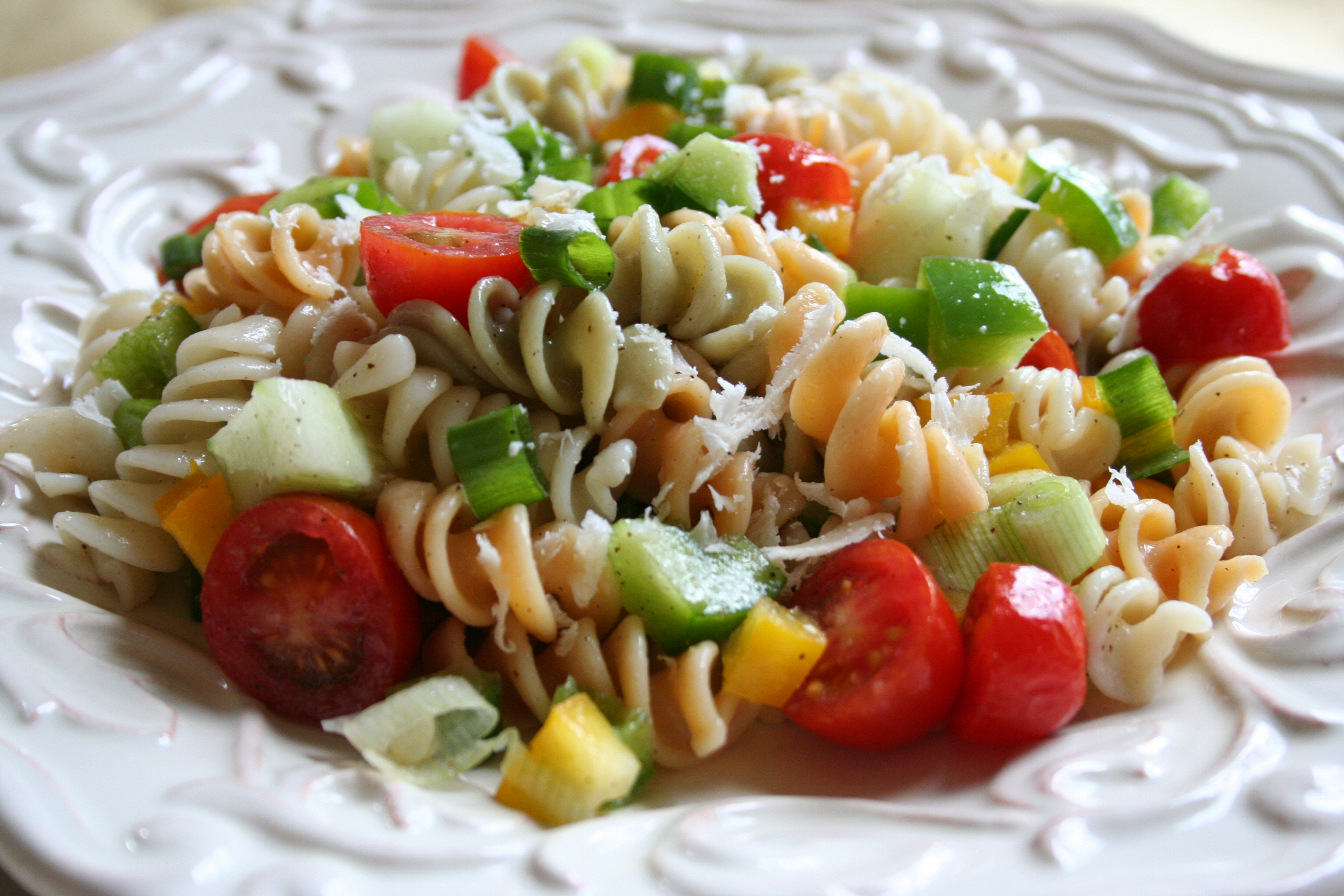
파스타 샐러드

### 일본

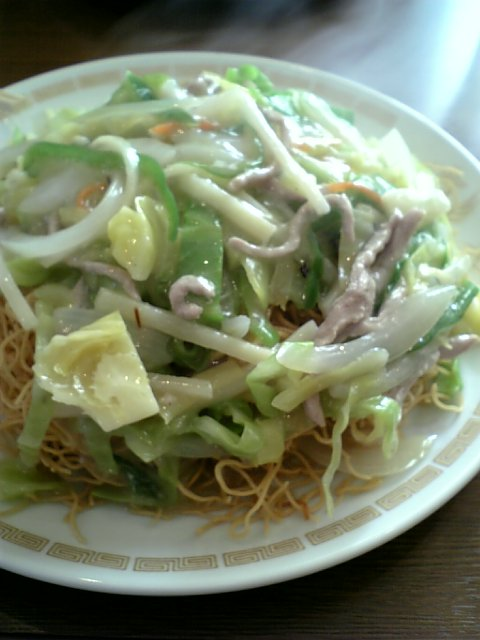
사라우동
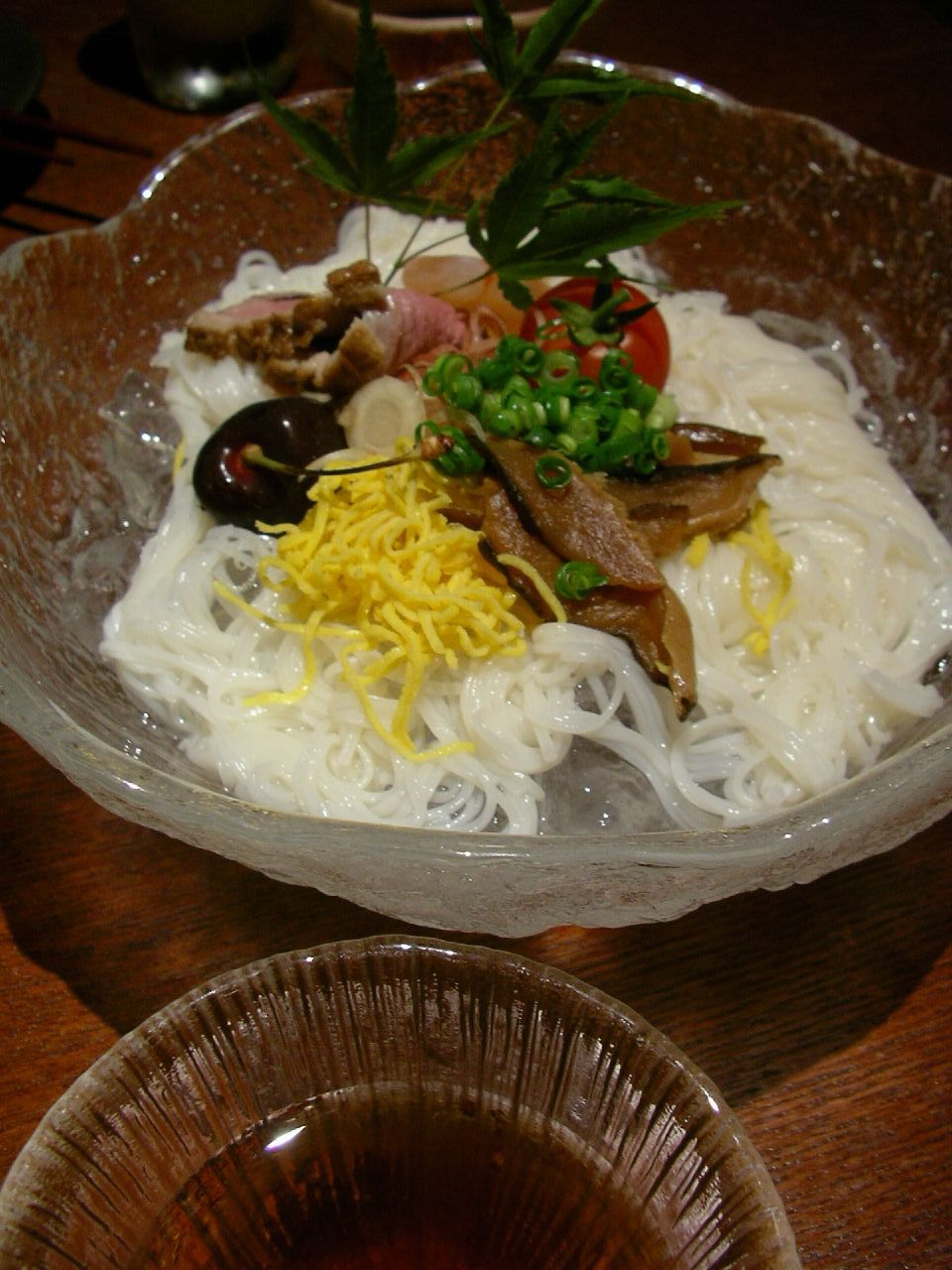
소멘사라다

### 중국

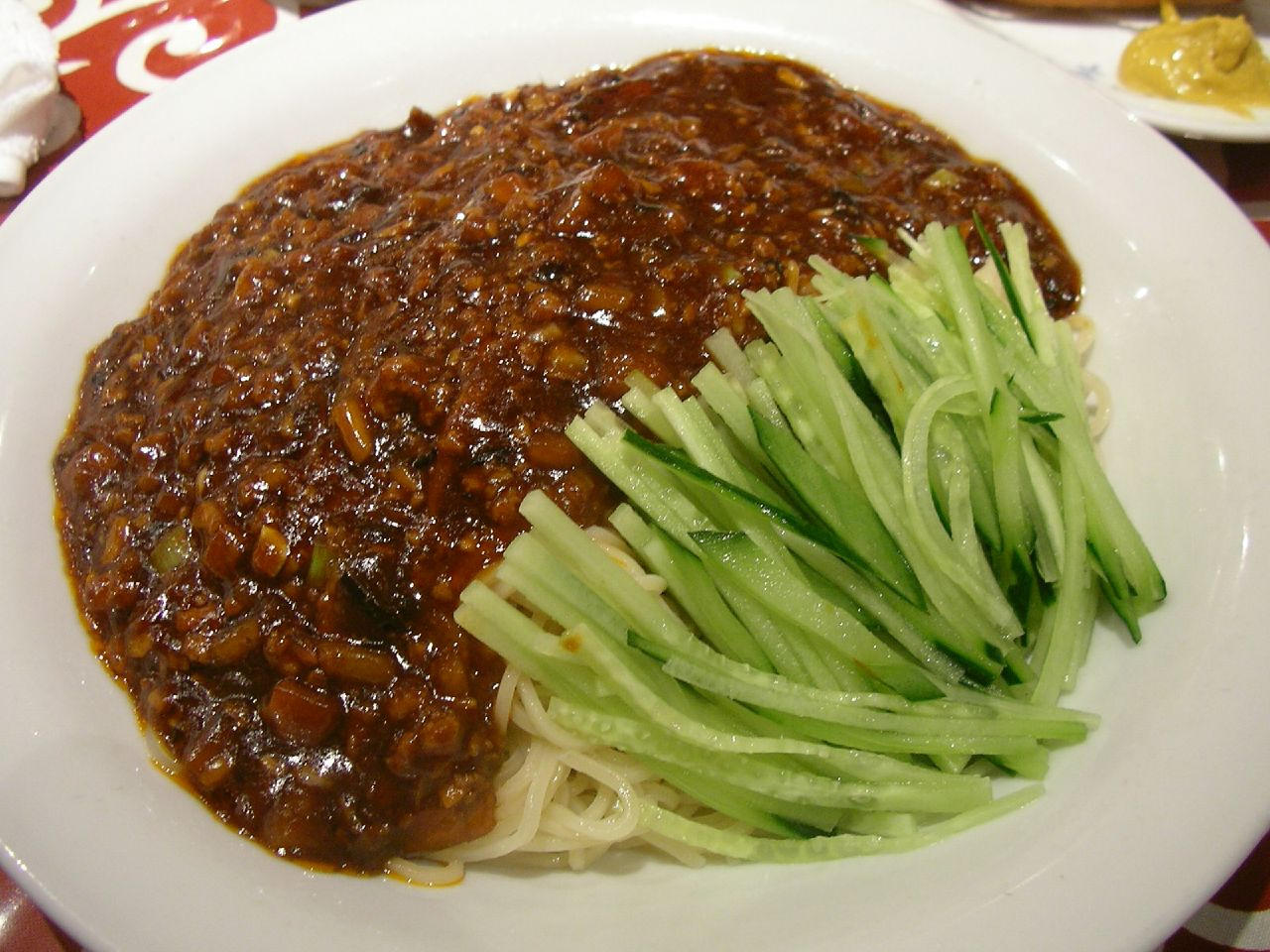
자장몐

### 중앙아시아

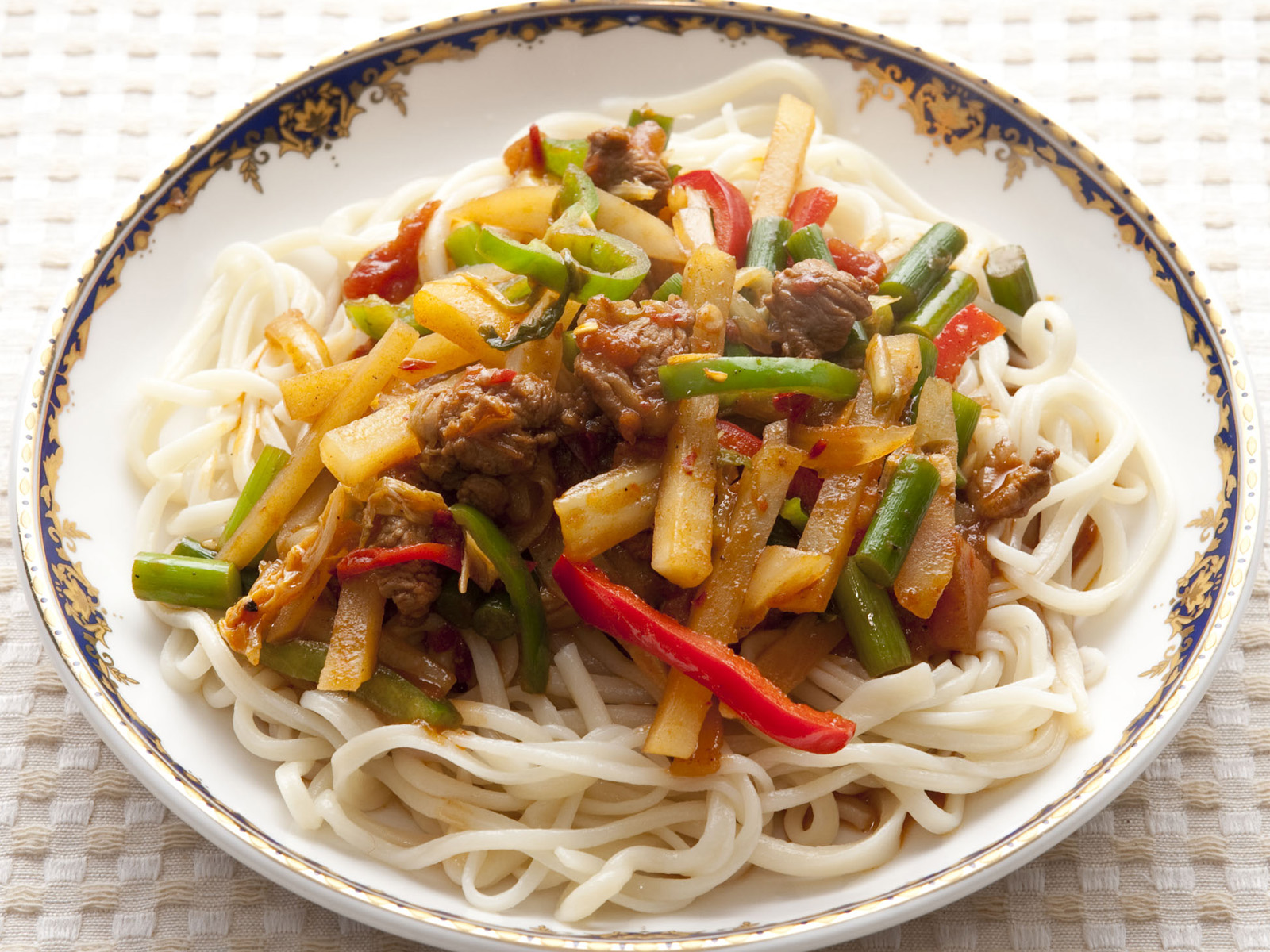
라그만

### 한국

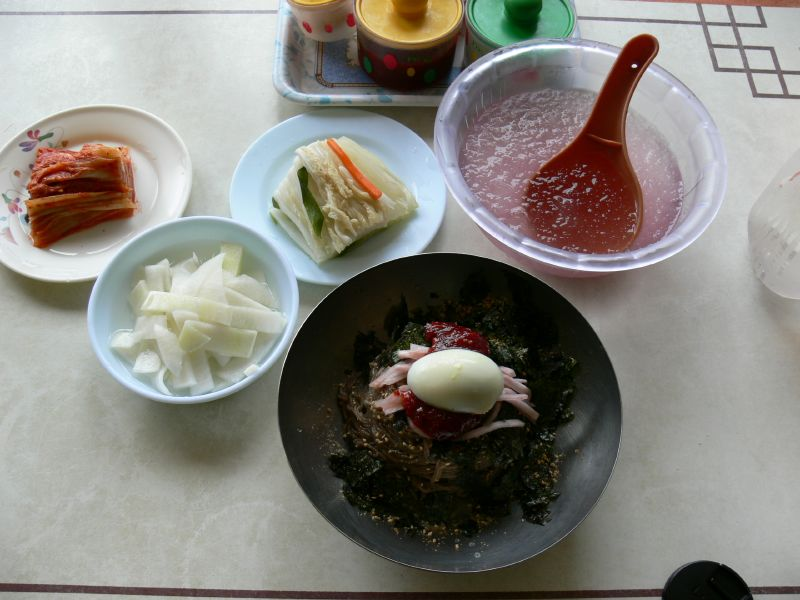
막국수1
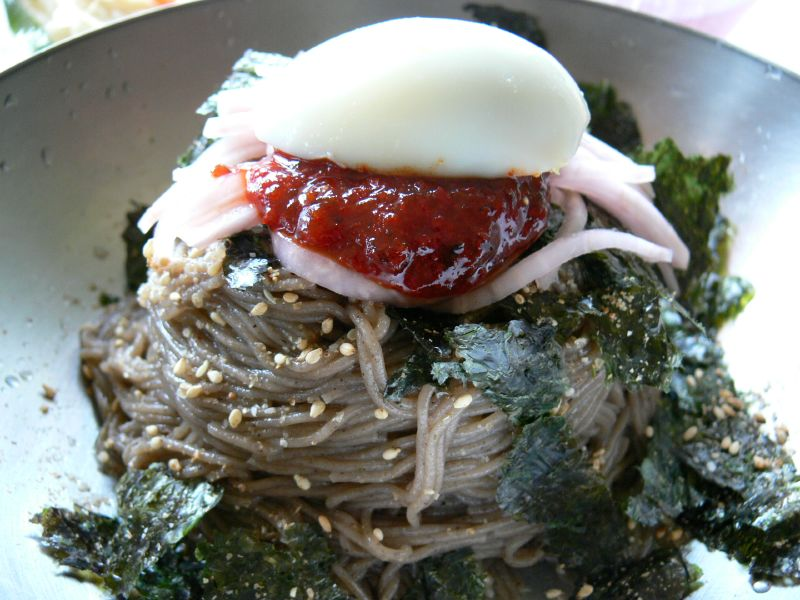
막국수2
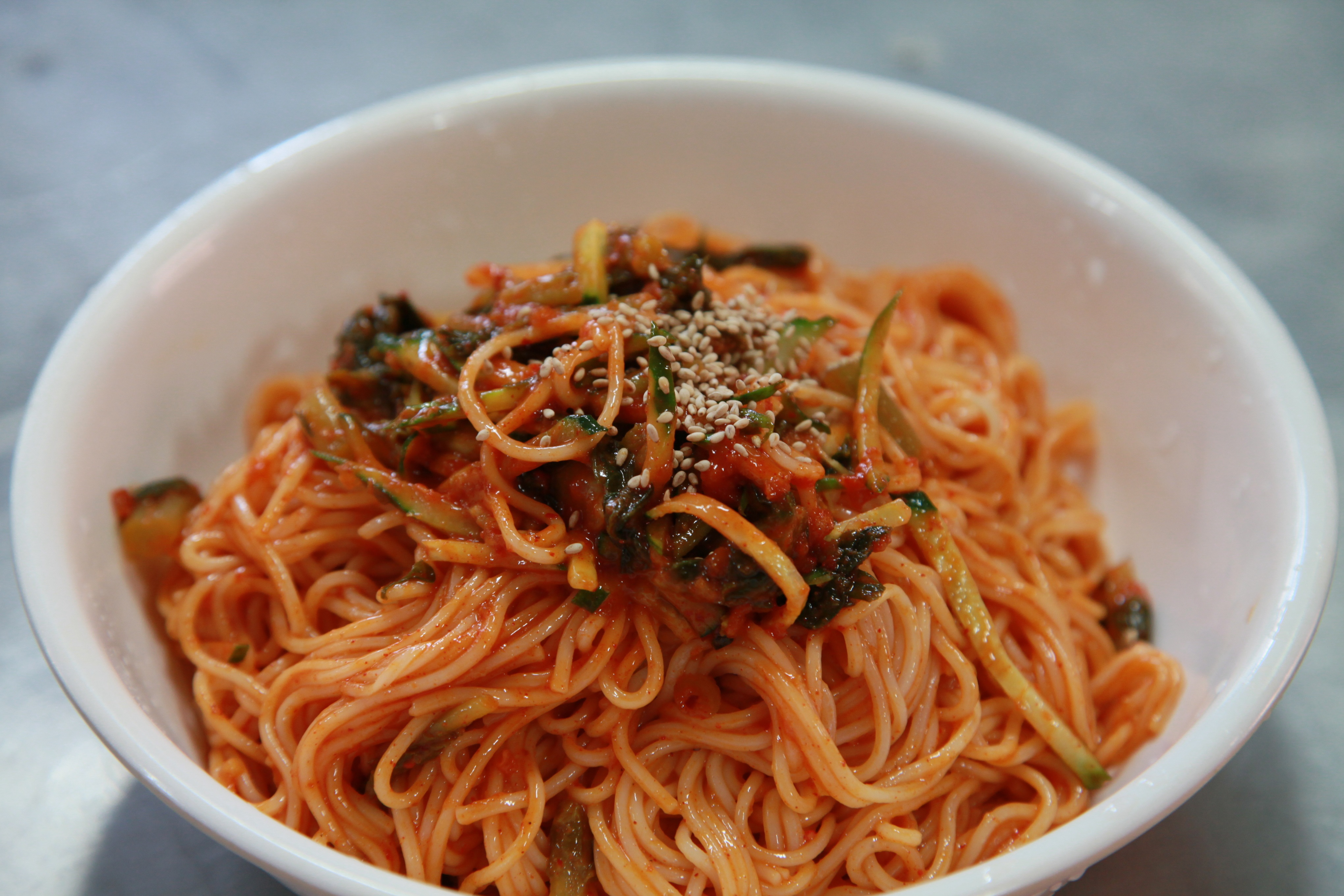
비빔국수
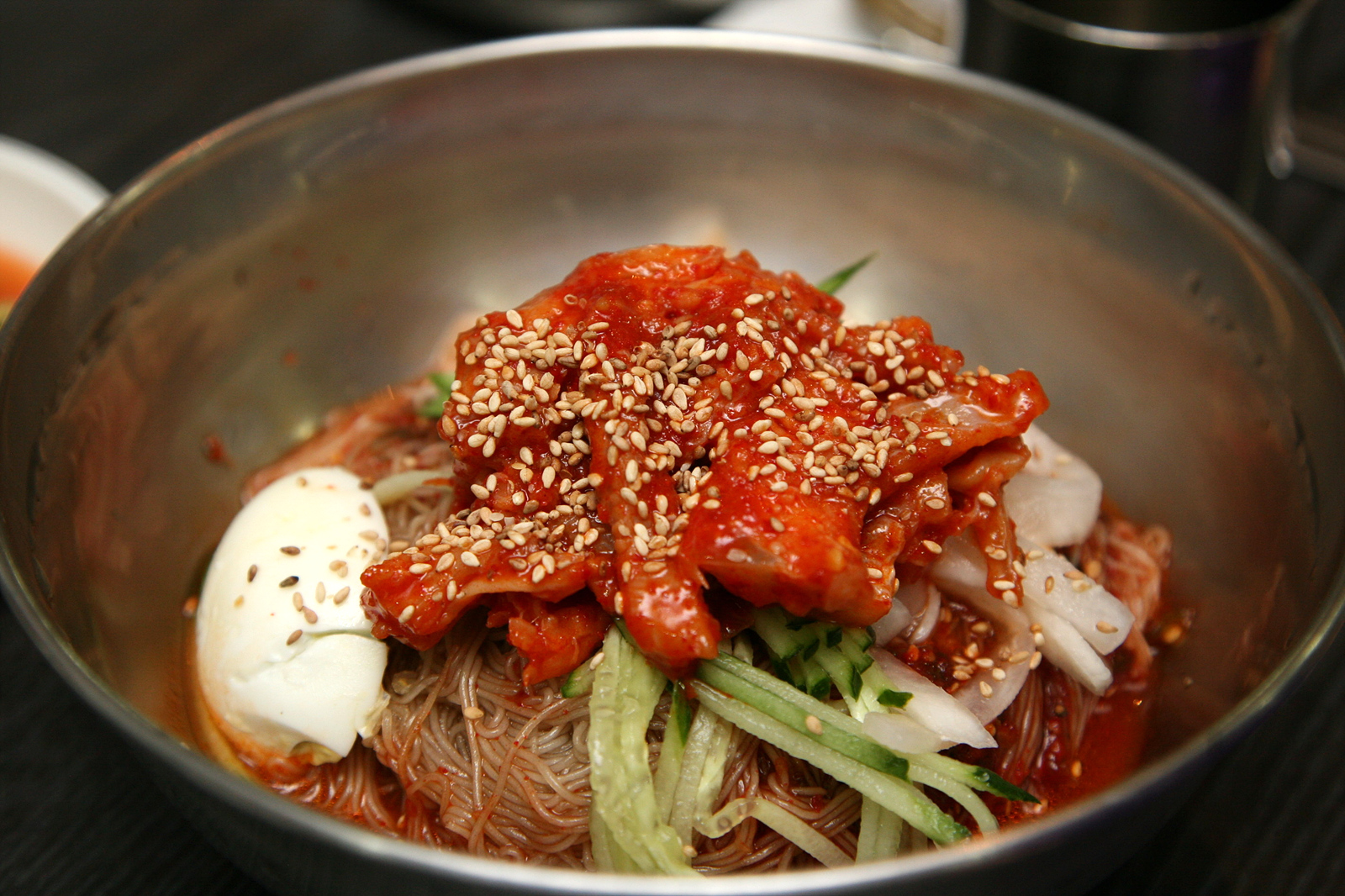
비빔냉면
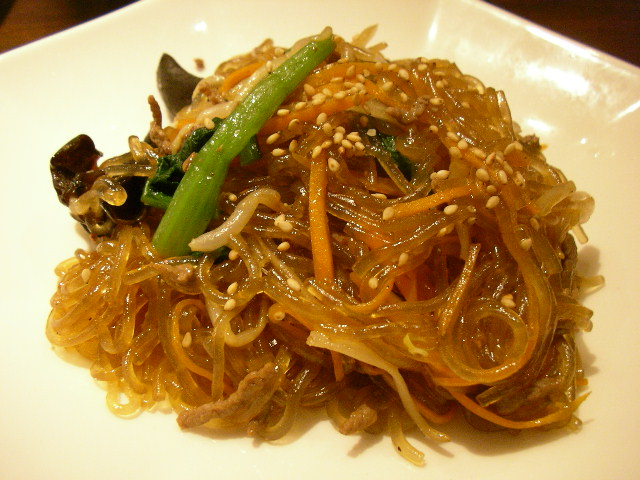
잡채
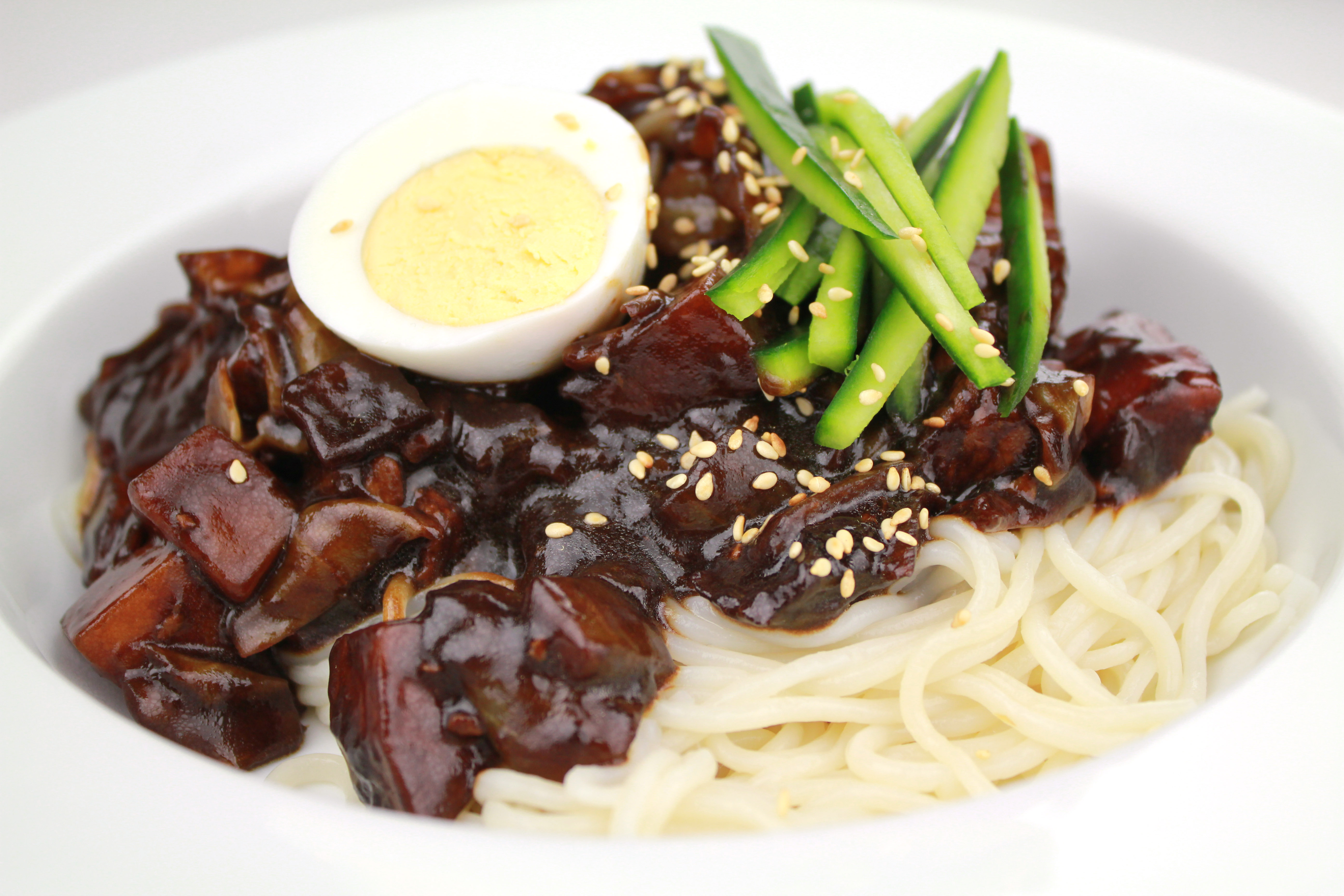
짜장면
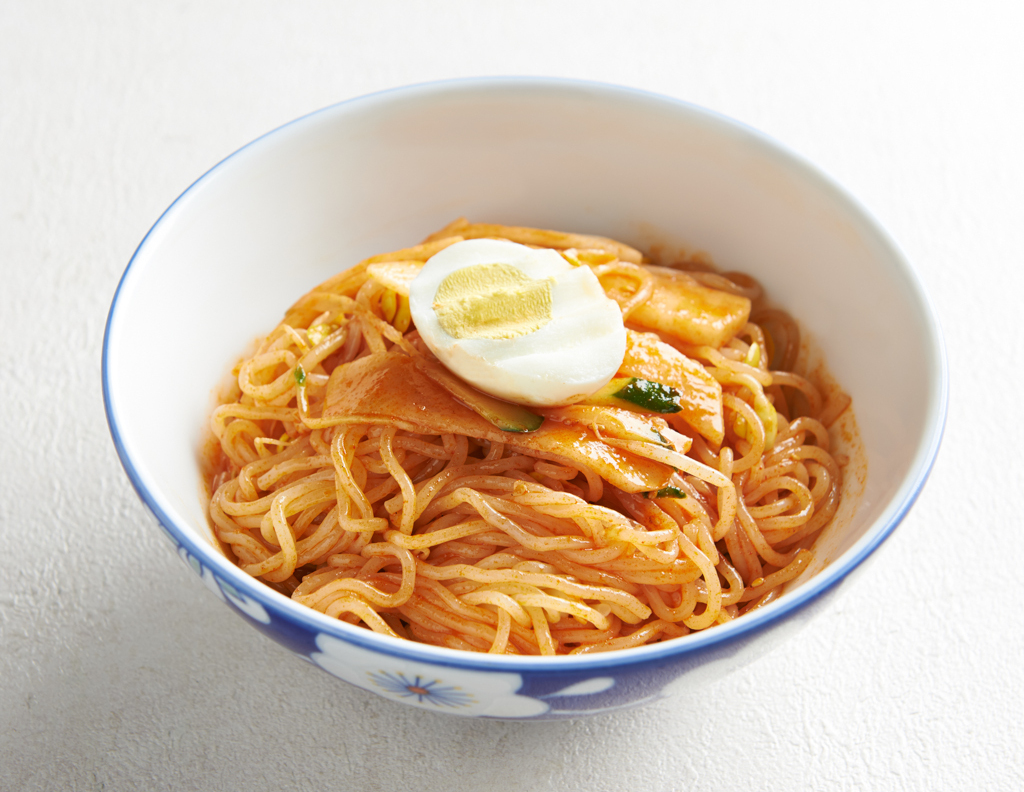
쫄면

### 동남아
대부분은 볶음국수라고 부른다.

## 같이 보기
- 국물국수
- 볶음국수